# Lessard-et-le-Chêne
Lessard-et-le-Chêne – miejscowość i gmina we Francji, w regionie Normandia, w departamencie Calvados.
Według danych na rok 1990 gminę zamieszkiwało 176 osób, a gęstość zaludnienia wynosiła 17 osób/km² (wśród 1815 gmin Dolnej Normandii Lessard-et-le-Chêne plasuje się na 710. miejscu pod względem liczby ludności, natomiast pod względem powierzchni na miejscu 482.).